# سباق القوارب في سانت أدريس

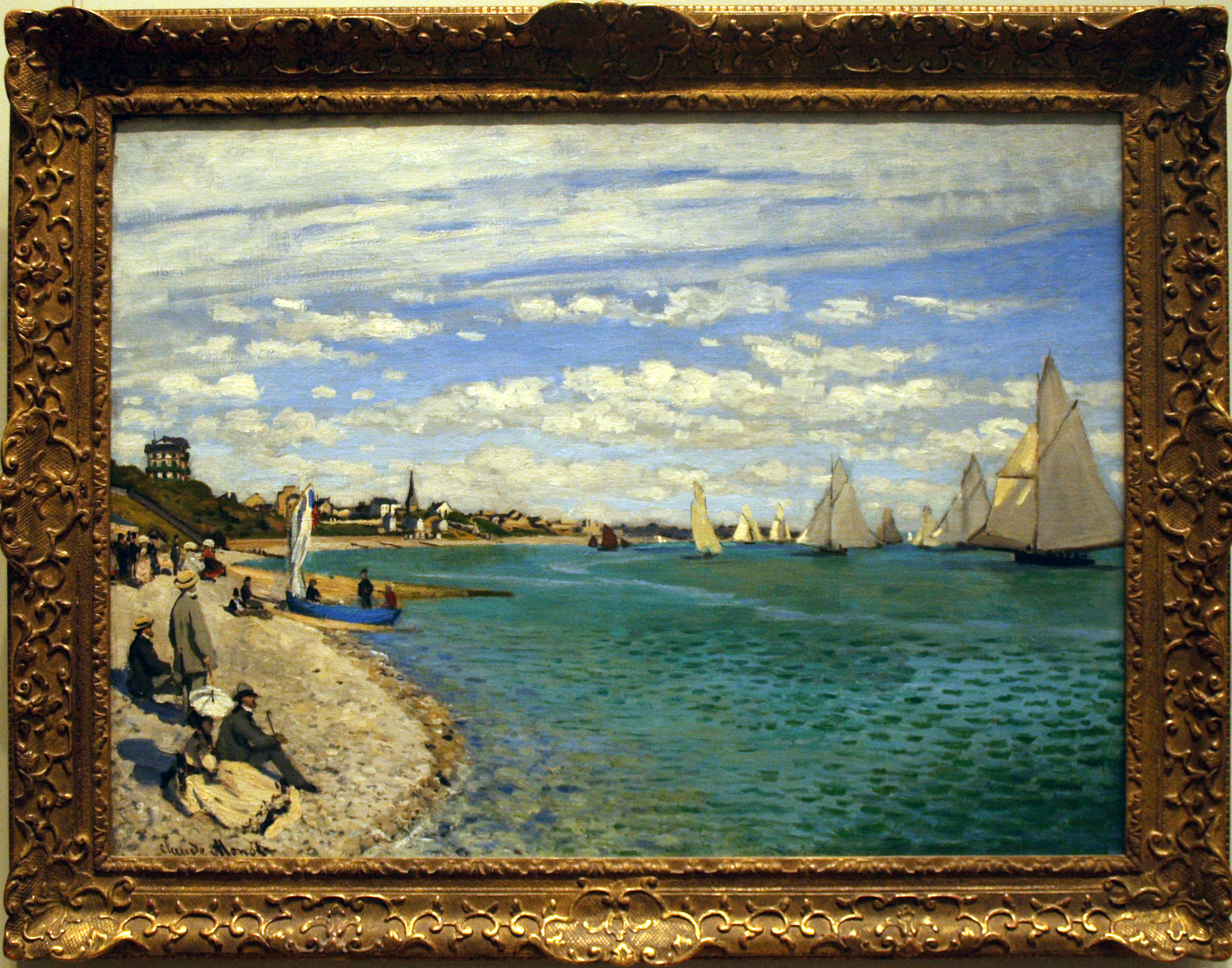
لوحة سباق القوارب في سانت أدريس

سباق القوارب في سانت أدريس (Regatta at Sainte-Adresse) لوحة رسمها الفنان الفرنسي، كلود مونيه. هذه اللوحة ولوحة «الشاطئ في سانت أدريس» (معهد فن شيكاغو) تُصوّر كزوج أو كثنائي من اللوحات. هما مثماثلين في الحجم، وتختلف نقطةَ النظر فيهما فقط بضعة ياردات.
(سانت أدريس) الضاحية الثريّة للو هافر، كانت تضم بيت أب مونيه المُعدم، قضى مونيه صيف عام 1867 مع أبّيه وعمّته صوفي ليسادر كعقوبة لتركه رفيقته كاميل دونيسو، وإبنهم المولود الجديد جين. حَضرَ مونيه الولادة في باريس وعاد إلى الساحل بعد أيام قليلة.
يصور زوج الصورِ هذا سباق القوارب المشمس المراقبَ في المدِّ العاليِ ببرجوازيِ ملبوسِ بشكل جيد جداً، بمشهد مغي في الجزرِ، سفن صيد سحبت في الشاطئِ مع البحّارة والعمّال. منذ أن عرض مونيه الصور جنباً إلى جنب، المقارنة بينهم من المحتمل لم تكن في نيته.